# Сезар, Ана Кристина
Ана Кристина Сезар (порт. Ana Cristina Cruz Cesar, 2 июня 1952, Рио-де-Жанейро — 29 октября 1983, там же) — бразильская поэтесса, переводчик.

## Биография
Из протестантской семьи, отец — социолог и журналист. Стала сочинять стихи раньше, чем научилась письму. Интересовалась англоязычной литературой (особенно — поэзией Эмили Дикинсон и Сильвии Плат), в 1969 и 1983 жила и обучалась в Великобритании. Училась в Католическом и Федеральном университетах Рио-де-Жанейро, в Эссекском университете. С
1972 преподавала в нескольких школах.
Покончила с собой, выбросившись из окна родительской квартиры в районе Копакабана. Похоронена на кладбище Святого Иоанна Крестителя в Рио-де-Жанейро.

## Творчество
Одна из виднейших фигур поколения мимеографа (или неподцензурной маргинальной поэзии) 1970-х — начала 1980-х годов, чьим манифестом стала антология 26 сегодняшних поэтов (1975), составленная Элоизой Буарке де Олланда. В стихах и поэтической прозе сильны элементы автобиографизма; вместе с тем, письма и дневники, включенные поэтессой в тексты, лишаются при этом документального характера и становятся активными элементами поэтического вымысла.

## Публикации

### Стихи
- К твоим стопам/ A Teus Pés (1982, включает три книги, напечатанные на мимеографе: Luvas de Pelica, Correspondência Completa и Cenas de Abril)

### Литературная критика
- Литература — не документ/ Literatura não é documento (1980)

### Сводные издания
- Inéditos e dispersos: poesia, prosa. Sao Paulo: Editora Brasiliense, 1985
- Escritos da Inglaterra. São Paulo: Editora Brasiliense, 1988
- Escritos no Rio. Rio de Janeiro: Editora UFRJ; São Paulo: Editora Brasiliense, 1993
- Intimate diary. London: Boulevard, 1997 (на англ. яз.)
- Dir zu Füssen: Lyrik/Prosa. Aachen: K. Fischer, 1997 (на нем. яз.)
- Correspondência Incompleta. Rio de Janeiro: Instituto Moreira Salles; Aeroplano Editora, 1999
- Crítica e Tradução. São Paulo: Instituto Moreira Salles; Editora Atica, 1999
- Gants de peau: et autres poèmes. Paris: Chandeigne, 2005 (на фр. яз.)
- Álbum de retazos: antología crítica bilingüe: poemas, cartas, imágenes, inéditos. Buenos Aires: Corregidor, 2006 (на исп. и порт. яз.)
- Antigos e soltos: poemas e prosas da pasta rosa. Rio de Janeiro: Instituto Moreira Salles, 2008

## Признание и наследие
- Преобладающая часть написанного поэтессой издана после её смерти. Её стихи и проза выходили книгами на английском, французском, немецком, испанском языках. В 1990 режиссёр Жуан Морейра Саллиш снял короткометражный фильм об Ане Кристине Сезар Poesia É Uma ou Duas Linhas e por Trás uma Imensa Paisagem.
- В песне Benadryl американского дуэта Sofi Tukker используется стихотворение Apaixonada.